# Caloplaca flavocitrina
Caloplaca flavocitrina är en lavart som först beskrevs av William Nylander och som fick sitt nu gällande namn av Henri Jacques François Olivier. 
Caloplaca flavocitrina ingår i släktet orangelavar och familjen Teloschistaceae. Arten är reproducerande i Sverige.